# La Palme
La Palme es una localidad  y comuna francesa situada en el departamento del Aude en la región administrativa de Languedoc-Rosellón y la región natural de Corbierès.
Sus habitantes reciben el gentilicio en francés Palmistes.

## Cultura y productos
Es una comuna con grandes extensiones dedicadas al cultivo de cepas y vides,  es un centro de producción vinícola de vins de pays, equivalente a la categoría española de "vinos de la tierra" de la denominación de origen Vin de pays des Coteaux du Littoral Audois, establecida por Decreto 2000/848 del 1 de septiembre de 2000.

## Demografía
| 842 | 851 | 865 | 935 | 1009 | 1151 |
| Para los censos de 1962 a 1999 la población legal corresponde a la población sin duplicidades (Fuente: INSEE [Consultar]) |     |     |     |      |      |